# Joey Lauren Adams
Joey Lauren Adams (North Little Rock, 9 de janeiro de 1968) é uma atriz  e cineasta estadunidense.

## Carreira
Seu principal trabalho foi  interpretando a protagonista do filme Procura-se Amy (1997), filme dirigido por Kevin Smith. Ela reviveu a personagem-título de seu principal filme em O Império (do Besteirol) Contra-ataca, outro filme dirigido por Smith. Essas não foram as únicas vezes em que ela e Smith trabalharam juntos, eles também haviam trabalhado juntos antes, no filme Barrados no Shopping (1995). Não foi só em filmes de Kevin Smith que Joey Lauren Adams trabalhou, em seu currículo inclui os filmes S.F.W. - Filhos da Violência (1994), A Mais Bela (2000), Negócio Arriscado (2003) e Separados pelo Casamento (2006), além de trabalhar na dublagem no filme Dr. Dolittle 2.

## Filmografia
- Coneheads (1993)
- The Program (1993)
- Dazed and Confused (1993)
- S.F.W. (S.F.W. - Filhos da Violência) (1994)
- Sleep with Me (1994)
- Mallrats (Barrados no Shopping) (1995)
- Bio-Dome (1996)
- Michael (1996)
- Drawing Flies (1996)
- Chasing Amy (Procura-se Amy) (1997)
- A Cool, Dry Place (1998)
- Big Daddy (1999)
- Emergency Room 2 (1999)
- Bruno (2000)
- Beautiful (A Mais Bela) (2000)
- Harvard Man (2001)
- Dr. Dolittle 2 (Dr. Dolittle 2) (2001) (voz)
- In the Shadows (2001)
- Jay and Silent Bob Strike Back (O Império (do Besteirol) Contra-ataca) (2001)
- Grand Champion (2002)
- Beeper (2002)
- The Big Empty (Negócio Arriscado) (2003)
- The Gunman (2004)
- Love, Fear and Rabbits (2005)
- The Break-Up (Separados pelo Casamento) (2006)
- Jay and Silent Bob Reboot (2019)

## Prêmios
- 1997: Globo de Ouro de Melhor Atriz - Comédia/Musical, por Procura-se Amy (indicada).
- 1997: MTV Movie Awards de Melhor Revelação Feminina, por Procura-se Amy (indicada).